# Steve Judd
Steve Judd (* 6. November 1968) ist ein englischer Snookerspieler aus Nottingham. Von 1991 bis 2002 spielte er 11 Jahre auf der Profitour.

## Karriere

### Die offene Profitour
Steve Judd wurde 1991 englischer Meister mit einem 13:10-Sieg über den favorisierten 15-jährigen Ronnie O’Sullivan. Laut Clive Everton gewann Judd vor allem wegen seines während der Partie überragenden Lochspiels. Nach seinem Meistertitel nahm er ab der Saison 1991/92 an der Profitour teil. Das erste Turnier, das Dubai Classic, begann er mit dem Einzug unter die Letzten 96 nach einem 5:1-Sieg über Barry Pinches. Dasselbe Ergebnis erzielte er bei den Asian Open, bei den European Open erreichte er immerhin noch die Letzten 128. Damit begann er seine Profikarriere auf Platz 161 der Weltrangliste. Im Jahr darauf erreichte er einmal die Runde der Letzten 32 beim ersten Turnier der Strachan Challenge. Allerdings war es ein Turnier mit reduzierter Punktzahl und wenig Topspielern unter den Teilnehmern. Bei einem vollwertigen Ranglistenturnier, den Welsh Open, erreichte er das Hauptturnier der Letzten 64, hatte dann aber gegen den Weltmeister Stephen Hendry beim 0:5 keine Chance. Bei der UK Championship und den International Open erreichte er die Runde der Letzten 96, konnte dann aber beide Male nicht zur nächsten Qualifikationsrunde antreten. 1993/94 stand er bei den International Open nach einem Sieg über Jim Wych im Hauptturnier. Beim Thailand Open überstand er die Runde der Letzten 48 mit einem 5:1-Sieg über die Nummer 16 der Weltrangliste David Roe und reiste nach Bangkok, verlor dann aber in der Wildcard-Runde vor der Runde der Letzten 32 gegen einen einheimischen Amateur. Zwei weitere Male erreichte er in der Saison die Runde der Letzten 96 und kam somit unter die Top 128 der Rangliste.
In der Saison 1994/95 kam keine Steigerung und nur beim Grand Prix erreichte er das Hauptturnier. Er kam aber viermal unter die Letzten 96, darunter erstmals auch bei der  Weltmeisterschaft. Das genügte für eine Verbesserung auf Platz 74 der Weltrangliste, was aber sein Karrierehöchststand war. 8 Mal schied er in der folgenden Saison in der ersten oder zweiten Runde aus, nur beim Thailand Classic und der Weltmeisterschaft kam er unter die Letzten 96. Weil gleichzeitig die gute vorletzte Saison aus der Wertung fiel, kostete ihn das einige Plätze. Besser lief es wieder 1996/97. Beim Asian Classic erreichte er nach einem Sieg über Matthew Stevens die Runde der Letzten 48. Beim Grand Prix und den British Open erreichte er zweimal das Hauptturnier der Letzten 64.

### Main-Tour-Jahre
Danach wurde das Spielerfeld aufgeteilt in Main Tour und UK Tour und weil er nicht zu den Top 64 gehörte, musste er in die Qualifikation. Beim ersten Turnier verlor er sein Auftaktmatch, aber im zweiten Anlauf in der WPBSA Qualifying School erreichte er sein Gruppenfinale und mit einem 5:1-Sieg über Ian McCulloch durfte er weiterhin bei den großen Turnieren antreten. Sein bestes Ergebnis in der Saison 1997/98 war die Runde der Letzten 32 bei den Welsh Open. Die Nummer 11 der Weltrangliste Tony Drago besiegte er im Turnier ebenso mit 5:3 wie den 34. Dennis Taylor. Dreimal kam er unter die Letzten 64, bei der Weltmeisterschaft war es sein bestes WM-Ergebnis. Damit verbesserte er sich noch einmal auf Platz 79.
Im Jahr darauf kam Judd nur bei der UK Championship unter die Letzten 64. Bei den anderen Ranglistenturnieren gewann er zusammen nur drei Partien. In der Saison 1999/2000 besiegte er bei den British Open Dave Harold, Nummer 17 der Weltrangliste, und kam zum zweiten Mal in seiner Karriere bei einem Ranglistenturnier unter die Letzten 32. Beim Thailand Masters erreichte er die dritte Runde, sonst gab es aber erneut viele Auftaktniederlagen. 2000/01 schließlich erreichte er nur bei den British Open die dritte Runde und gewann nur drei weitere Matches, womit er bis auf Platz 128 abrutschte. Damit verlor er aber für die nächste Saison auch seinen Profistatus.

### Amateurturniere nach der Profizeit
Danach musste er in die Challenge Tour, um wieder auf die Main Tour zu kommen. Gleich beim ersten Turnier erreichte er das Finale, das er gegen James Reynolds verlor. Aber nur noch ein weiteres Achtelfinale in den drei übrigen Turnieren langte nicht, um in der Tourwertung einen der Qualifikationsplätze zu belegen – Judd wurde am Ende auf Platz 16 geführt, doch für eine Main-Tour-Qualifikation wären die Top 8 notwendig gewesen. Die Challenge Tour 2002/03 verlief enttäuschend mit nur zwei Spielgewinnen in den vier Turnieren. Im Jahr darauf hatte er mit 3 Auftaktniederlagen in den ersten Turnieren schon alle Chancen verspielt, das Erreichen des Viertelfinals im letzten Turnier war immerhin noch ein Hoffnungsschimmer. 2004/05 fing er mit einem Viertelfinale an, nach zwei Zweitrundenniederlagen trat er aber beim vierten Turnier nicht mehr an. Im Jahr darauf spielte er noch bei 3 der 8 Turniere der neuen Pontin’s International Open Series, aber ohne viel zu erreichen.
Danach stellte er seine Main-Tour-Ambitionen erst einmal ein, nahm dann aber 2009/10 doch noch einmal an der kompletten PIOS teil. Er erreichte zwar einmal das Viertelfinale, viermal verlor er aber auch sein Auftaktmatch. Endergebnis war Platz 55 in der Gesamtwertung. Ab 2010 gab es dann die Players Tour Championship (PTC), bei der Amateure und Profis gemeinsam spielten. Bei drei Turnieren in England erreichte er 2010 die Hauptrunde, verlor aber alle Spiele gegen die Profis. Danach nahm er erfolglos an der Q School teil. Bei den PTC-Turnieren der folgenden Saison blieb er ebenso erfolglos, nur beim Paul Hunter Classic 2011 erreichte er die Hauptrunde. Es war mit 43 Jahren sein letzter Auftritt im Profisnooker. Dafür nahm er aber noch an den internationalen Amateurmeisterschaften der älteren Jahrgänge teil. Er gewann das Masters-Turnier der Europameisterschaft 2011 gegen Alan Trigg und erreichte 2012 das Finale, das er gegen Darren Morgan verlor. Gegen Morgan verlor er auch im Viertelfinale des Weltmeisterschafts-Masters im selben Jahr.

## Erfolge
Ranglistenturniere:
- Runde der Letzten 32: Welsh Open (1998), British Open (1999)

Andere Profiturniere:
- Achtelfinale: WSA Open Tour (2001 – Event 2)
- Runde der Letzten 32: Strachan Challenge (Minor-Ranking-Turnier 1992 – Event 1, Nicht-Ranglistenturnier 1994 – Event 1)

Qualifikationsturniere:
- Gruppensieg: WPBSA Qualifying School 1997
- Finale: Challenge Tour (2001 – Event 1)

Amateurturniere:
- Englischer Meister (1991)
- Ü40-Europameister (2011)